# Право на одсуство са рада ради посебне неге детета или друге особе
Право на одсуство са рада ради посебне неге детета или друге особе једно је од права осигураника из социјалне заштите Републике Србије, које омогућава једном од родитеља детета коме је неопходна посебна нега због тешког степена психофизичке ометености, осим за случајеве предвиђене прописима о здравственом осигурању, има право да, по истеку породиљског одсуства и одсуства са рада ради неге детета, одсуствује са рада или да ради са половином пуног радног времена, најдуже до навршених пет година живота детета. Ово право примењује се у Р. Србији од 1. јула 2018. године.

## Деца са сметњама у развоју и инвалидитетом
Деца са сметњама у развоју и инвалидитетом су она која имају озбиљне или комплетне тешкоће у једном или више посматраних развојних домена, као и деца са теже нарушеним здравственим стањем и оштећењем телесних структура.
Развојни домени који се процењују су: 
- социоемоционални развој (емотивне функције и активности),
- когнитивни развој, функције и активности комуникације,
- физички развој – функције активности покрета,
- адаптивне вештине - функције активности свакодневног живота,
- функције чула (чуло вида, слуха и осећај бола).

## Остваривање права
Право на одсуство са рада ради посебне неге детета или друге особе, или да ради са половином од пуног радног времена ради посебне неге детета,  могу да остваре:
- Родитељ детета млађег од пет година
- Усвојитељ, хранитељ или старатељ детета млађег од пет година.

Начин остваривања права
Право на одсуство са рада ради посебне неге детета или друге особе остварује се на основу мишљења надлежне комисија фонда за пензијско и инвалидско осигурање, која након прегледа и увида у документацију (вештачења) даје оцену степена психофизичке ометености детета 

## Вештачење здравственог стања детета
Првостепена комисија
Вештачење здравственог стања детета обавља Првостепена комисија. Ову комисију чине четири члана:
- лекар вештак специјалиста Републичког фонда за пензијско и инвалидско осигурање, који је уједно и председник Првостепене комисије,
- лекар специјалиста педијатар из развојног саветовалишта или службе за здравствену заштиту деце, * здравствени сарадник,
- представник надлежног органа јединице локалне самоуправе задужен за послове дечије заштите који је уједно и секретар Првостепене комисије.

Након непосредног прегледа детета, медицинске документације и других доказа, Првостепена комисија доноси одговарајуће мишљење.  Изузетно, Првостепена комисија може дати позитивно мишљење за признавање права и без непосредног прегледа детета, односно само на основу разматрања медицинске документације из које се неспорно може утврдити здравствено стање детета.
Донето мишљење Првостепена комисија доставља општинској, односно градској служби дечије заштите, а која мишљење Првостепене комисије доставља подносиоцу захтева и његовом послодавцу, односно само подносиоцу захтева у случају права на остале накнаде по основу посебне неге детета.
Другостепена комисија
Све жалбе поднете на решење Првостепене комисије решава Другостепена комисија. Ова комисија има четири члана:
- лекара вештака специјалисту Републичког фонда за пензијско и инвалидско осигурање, који је уједно и председник Другостепене комисије,
- лекара специјалисту педијатара,
- здравственог сарадника,
- представника министарстава надлежног за социјална питања, који је уједно и секретар Другостепене комисије.

## Накнада
За све време одсуствовања са рада, запослени има право на накнаду зараде, у складу са законом, општим актом и уговором о раду, а за другу половину пуног радног времена – накнаду зараде у складу са законом.